# Райна Каблешкова
Райна Личова Каблешкова-Серафимова е българска писателка, редакторка и общественичка, авторка на трудове за Българското възраждане, за историята на Копривщица и копривщенските родове.

## Биография
Родена е в Пловдив на 29 юли 1948 година. Произлиза от възрожденския Каблешков род от Копривщица – внучка е на големия общественик и дарител Недко Д. Каблешков. По майчина линия – от този на даскал Никола Зозиков от село Каратопрак, Пловдивско, съратник на Левски, обесен от турците през 1877 година на площад Джумаята в Пловдив заради бунтовната си дейност. Завършва история в Софийския университет „Климент Охридски“. Специализира етнология. Работи дълги години като музейна специалистка в Пазарджик, Пловдив и Копривщица като музеен уредник към Дирекция на музеите. Членка е на Дружеството на пловдивските писатели и на Съюза на учените, клон Пловдив. Председателка е на родовия комитет на род Каблешкови.
Трудовете ѝ са свързани основно с епохата на Възраждането.
Носителка е на почетен медал на Съюза на независимите писатели.
Райна Каблешкова умира в Пловдив на 29 април 2021 година.

## Издания[6]
- Kопривщенските родове и Пловдив. Университетско издателство „Паисий Хилендарски“ Пловдив ISBN 978-619-202-090-3
- Апостолът от Копривщица. Мултипринт ISBN 954-9811-19-0
- Апостолът от Копривщица. Студио 18 ISBN 978-619-7249-38-5
- Вечно жив в паметта на поколенията. РТА ISBN 978-954-91616-8-7
- Видни копривщенци. Академично издателство на Аграрния университет. номер на том: Ч. 2 ISBN 978-954-517-061-4
- Живот, посветен на Родината и обществото. Ганка Коева, Райна Каблешкова. Сборник в чест на 150 г. от рождението на Недко Д. Каблешков. Народна библиотека „Иван Вазов“ ISBN 978-954-9546-97-2
- За честта на пагона и в служба на Отечеството. Исторически очерк. Студио 18 ISBN 978-619-7249-28-6
- Йоаким Груев. Симелпрес. ISBN 978-954-2918-55-4
- Копривщица. Академично издателство на Аграрния университет ISBN 978-954-517-036-2
- Народната медицина: Етноложко изследване на Пловдивска област. Мултипринт ISBN 954-9811-46-8
- Родова памет. Имеон ISBN 978-954-9449-35-8
- Родова памет. Зозиковият род от с. Черноземен, Пловдивско. Имеон ISBN 978-619-7416-66-4
- Село Бойково. Фаст Принт Букс ISBN 978-619-7312-41-6
- Сто видни копривщенци. Симелпрес ISBN 978-619-183-005-3
- Сто видни копривщенци. Студио 18 ISBN 978-619-7249-29-3
- Сто видни копривщенци. Студио 18 ISBN 978-619-7249-17-0
- Тодор Каблешков. Мултипринт ISBN 954-362-005-9; ISBN 978-954-362-005-0